# Toljevići
Toljevići (cyr. Тољевићи) – wieś w Bośni i Hercegowinie, w Republice Serbskiej, w gminie Milići. W 2013 roku liczyła 36 mieszkańców.